# 45 Ochotniczy Pułk Grenadierów SS (1 estoński)
45 Ochotniczy Pułk Grenadierów SS (1 estoński) (niem. SS-Freiwiligen-Grenadier-Regiment 45 (estn. Nr. 1)) − jeden z ochotniczych pułków grenadierów SS.
Powstał 12 listopada 1943 przez przemianowanie 1 ochotniczego pułku grenadierów SS 3 Estońskiej Ochotniczej Brygady SS (SS-Freiwilligen-Grenadier-Regiment 1 der 3. Estnischen SS-Freiwilligen-Brigade).

## Struktura organizacyjna
- sztab pułku
- I batalion
- II batalion
- III batalion
- IV batalion
- 16 kompania
- 17 kompania
- 18 kompania

## Dowódcy pułku
- Freiwilligen-Obersturmbannführer Paul Vent
- Waffen-Obersturmbannführer Harald Riipalu